# Apamea kaszabi
Apamea kaszabi är en fjärilsart som beskrevs av Zoltan Varga 1982. Apamea kaszabi ingår i släktet Apamea och familjen nattflyn. Inga underarter finns listade i Catalogue of Life.